# 副島嘉和
副島 嘉和（そえじま よしかず、1946年〈昭和21年〉または1947年〈昭和22年〉 - ）は、元世界基督教統一神霊協会（以降「統一教会/統一協会」と表記する）信者。元世界日報編集局長 (1980〈昭和55年〉-1983年〈昭和58年〉) 兼、元統一教会/統一協会広報局長。
1970年 (昭和45年) 10月21日の777組合同結婚式に参加した元統一教会信者の日本人であり、統一教会の負の面を初めて公に内部告発した人物である。教団の重要会議にも参加していた日本側上層部の人物による告発は内外に波紋を呼んだ。日本の右翼は国際勝共連合を反共主義の同志と考えていたが、この告発により日本の天皇に見立てた人物が文鮮明に拝礼する儀式が統一教会にあることを知って怒ることになった。

## 経歴
副島は長崎大学に在学中、統一教会に入信、1965年 (昭和40年) に大学を中退後は東京の教団本部や勝共連合の幹部として活動していた。1982年 (昭和57年) までは統一教会本部広報局長を務め、また局長会議のメンバーの1人だった。

### 世界日報入社
世界日報は統一教会/統一協会の理念の下に設立され、運営されている新聞である。1980年代初頭、世界日報は有料購読部数が約7千部と低迷しており、毎年数千万円の赤字経営で、その分を統一教会が補てんする状態が続いていたという。この経営を立て直すために統一教会から送り込まれたのが、副島である。副島は1980年 (昭和55年) 10月に世界日報に入社、編集局長に就任し、部数拡大のため紙面の路線変更に踏み切った。
世界日報を教団の宣伝紙から一般紙へ脱皮させることで部数につなげることを目論見、一宗派や特定の政治団体に偏らない紙面づくり、紙面を教団や政治団体の宣伝や布教には使わない、論調は産経新聞よりも更に反共、愛国色を強く打ち出す、統一教会、勝共連合にはこれらの方針を通じて間接的に寄与する、という方向を打ち出した。また、社内での統一教会の礼拝を禁じ、寄稿者の多様化も進めた。
特ダネが続いたことも奏功して部数は約3万5千部にまで増加、世界日報が経営的に統一教会から独立できる可能性も見えてきていたという。だが、そのことが教祖である文鮮明や教団にとっては乗っ取りと見られたようである。統一協会の幹部は副島のこの路線変更を認めなかった。

### 世界日報本社ビル占拠事件
1983年 (昭和58年) 10月1日、統一教会は副島の編集長解任を目的に、渋谷にある世界日報本社ビルの社屋を占拠する事件を起こした。
国際勝共連合理事長梶栗玄太郎ら約百人が東京都渋谷区の世界日報社を占拠し社員を監禁、暴行した。この際に世界日報の社員約十名にけがを負わせた。記者達が殴られ、多数の負傷者が出、警官80人が出動した。同年10月5日に副島は辞任に追い込まれ、10月7日には、井上博明 (元・世界日報社営業局長) と共に統一教会/統一協会を除名された。一方、副島解任後の経営陣は、「社内の権力主義者が社長を解任するなど会社乗っ取りを画策したので阻止した」と主張した。
　

### 副島手記
この事件で追放された元編集局長副島嘉和らは教団のこの措置に不満だった。副島と井上博明は連名で『文藝春秋』 1984年7月号に「これが『統一教会』の秘部だ―世界日報事件で『追放』された側の告発」という18頁に渡る手記を発表した。この手記は、
唐手つかいを含む約百人の男たちが、東京の渋谷にある九階建てのビルの裏口にはいった。昭和五十八年十月一日の正午である。(中略) この事件は一部の新聞に報道されたので、ご存じの読者もあると思う。
という文章で始まる。その後、世界日報社の来歴や、副島の世界日報社入社、編集方針の転換、社屋占拠事件の詳細などの説明が続いた後、統一教会の問題点についての詳述が始まる。最初に指摘されるのは、統一教会/統一協会の思想が韓国中心主義だという点である。
統一教会は、韓国で生まれ、韓国人「文鮮明氏」を教祖とする宗教であることは、いうまでもない。そのために、信仰儀礼などに、いくばくかの韓国習俗的な要素があることは仕方がないとしても、問題はただそれだけでなく、「韓民族」が選民であり、他民族に優越していると説くことである。
更に続く文章で副島らは、教団の教義に関する問題点 (日本語版「原理講論」は、韓国語版から日本にとって都合の悪い文章が削除されている点など)、ハッピーワールド社や街頭カンパによる資金集め、統一教会の活動を支える大量の資金の出どころが日本の統一教会員による霊感商法にあること、「ヨハネトーク」と呼ばれる霊感商法のマニュアルや資金の流れ、霊感商法の不法行為の実態 (脱税の手口)、文鮮明の日本入国ビザ発給のための政治工作などを暴露した。中でも統一教会会長久保木修己が昭和天皇の身代わりで世界の大国諸国の元首“代理”とともに文鮮明に拝礼する秘密儀式があるという内容に、国際勝共連合を反共主義の同志と考えていた民族派や右翼が激怒し反発した。教団本部には右翼の街宣車による抗議活動が押し寄せ、本部シャッターに銃弾が撃ち込まれる事件も発生した。その対策のために勝共連合は「国際勝共連合反共運動推進支援会」なる組織を作り、資金を流して右翼を懐柔した。
手記は、
良識あるリベラリスト、愛国者は、この実態をはっきり知って、統一協会、勝共連合を腹中の毒として排斥すべきである。彼らは平和教授アカデミー、学際会議、科学の統一に関する国際会議、世界メディア会議、知識、世界日報など、様々な顔をもって接近してくる。この統一教会、勝共連合から、日本の良識と伝統精神、そして多くの青年男女を守りたいというのが、私たちの現在の心境である。
という文章で結ばれている。また、副島は「ここまで書くということは、私たちの青春を全否定する決断と身の危険を覚悟した上でのことである」と手記の中で書いている。

### 副島襲撃事件
上述の告発手記を載せた『文藝春秋』は6月10日頃には全国の店舗に並んだが、その直前の1984年 (昭和59年) 6月2日夜、副島は帰宅途中、 東京都世田谷区にあった自宅マンション近くの路上で何者かに襲撃され、全身をメッタ刺しにされ瀕死の重傷を負った。マンションの入り口付近で待ち伏せしていた男がいきなり「この野郎」と叫んで刃物のようなもので切りつけ、数回副島を殴ったあと走って逃走した。当時の新聞では、犯人は、30歳くらいで坊主頭、カーキ色のヤッケを着て白っぽいズボンをはいていたと報道されている。
副島は背中、左側頭部、左腕に切り傷を受け、背中から左胸部に達した傷は深さ15センチメートルに達し、心臓からわずかに2センチメートルしか外れていなかった。この襲撃事件時、世界日報の元社会部記者が副島の自宅に偶然おり、副島が瀕死の状態で自宅にたどりついた時の様子を証言している。また、世界日報の別の記者が事件直後にたまたま副島の自宅を訪ねており、救急車に担ぎ込まれる副島と会話している。それによると、副島のこめかみからは「ホースから水が噴き出すように真っ赤な血が噴き出して」おり、止血のために押さえた指が「肉の間にめり込」むほど深い刺し傷だったという。また、自宅玄関付近は文字通り血の海だったという。
副島は、病院に担ぎ込まれた後で意識を失い一時は重態に陥ったが、三度の緊急手術が成功し、二日後に意識が戻った。この事件の後、統一教会は「副島は闇の世界と深い付き合いがあった。闇の世界のプロの刺客に襲われたようだ」との風説を盛んに流している。
この事件を読売新聞、朝日新聞、毎日新聞の各紙が報じたが、世界日報は記者が病院に駆けつけたもののこの事件について一切報道しなかった。
副島は『文藝春秋』の記事に関して身の危険を感じていたらしく、当時副島の助言者だった吉田忠雄(明治大学教授・当時)の元を訪れ、襲撃事件前に記事の原稿を託している。吉田は、朝日新聞の取材を受けた際に、副島は自分を襲った犯人を知っている可能性が高い、と述べている。また、原稿とほぼ同じ内容のものを公安調査庁にも提出している。
その後、体力が回復した副島はかつての同僚・部下たちと共に『インフォメーション』という情報誌を立ち上げ、統一教会、勝共連合を糾弾する論陣を張り続けた。一方、大手マスコミは事件の続報をほとんど書かなかった。副島はマスコミのこの態度に失望したという。
1984年 (昭和59年) 副島は自ら発行する8月1日付けの「インフォメーション」で、犯人は「勝共連合の空手使い」だと思うと書いた。副島らは、この襲撃事件前後の統一教会との確執に関して原稿を書き『週刊文春』に持ち込んだが採用されなかった。また、マスコミも襲撃事件を言論事件として取り上げようとするところはなかった。副島らは孤立無援の状態で統一教会の告発を続けたが、さまざまな事情によりグループから脱落者が出て、それを続けることは難しくなっていた。偶然ではあるが、1984年秋から『朝日ジャーナル』が統一教会、霊感商法の批判キャンペーン記事を掲載しはじめたため、副島らが始めた統一教会批判は実質的には『朝日ジャーナル』へ引き継がれることになった。この襲撃事件は殺人未遂事件としてではなく、傷害事件として捜査された。しかし、犯人を特定できないまま、1991年6月2日にこの傷害事件は公訴時効を迎えた。

### ワシントンポストによるインタビュー
1983年 (昭和58年) 10月の編集局長解任前、5回にわたって東京で『ワシントン・ポスト』のインタビューに応じ、1984年 (昭和59年) 9月16日付同紙に掲載された。副島は「日本の教会は、『ワシントン・タイムズ』（『ワシントン・ポスト』とは別の全く関係のない会社である）を含む政治活動と事業運営のために、過去9年間で少なくとも8億ドルをアメリカ合衆国（米国）に送金した」「主な資金源は、日本で壺や多宝塔を販売して得たもの」「1975年末までに、教会の主な活動は、資金を集めて韓国と米国で多くの不動産を購入し多数の事業を始めることであった」「文鮮明は、世界のためでなく自分のために働いている」等と述べた。

## マスコミ対策
1987年 (昭和62年) 5月3日に発生した赤報隊事件の後、朝日新聞社は専従の取材班を作り真相解明の取材を開始した。取材を続けてきた過程で、赤報隊事件での朝日新聞社襲撃理由の1つの可能性としてあげられたのが、統一教会の信者あるいはその関連団体の構成員による犯行である。統一教会は政治団体として勝共連合を抱え、反共を旨とし、日本の右翼団体と密接な関係を持っていた。
しかし、赤報隊専従の取材班が取材を続けるうちに、朝日新聞のN編集委員が世界日報社から金を受け取り、その対価として反統一教会運動に関する情報を世界日報社に流したり、朝日新聞に統一教会がらみの記事が載らないように工作していた、という証言が現れた。N編集委員は朝日新聞で統一教会取材の中心的人物であり、朝日新聞社を退職後は私大の教授に転身した。
証言したのは、副島がまだ世界日報の編集長だった時代 (1980-1983年10月)、その部下だった人物である。その証言によると、編集長時代に副島は、この部下を通じて1回あたり5万円から10万円の金を定期的に朝日新聞のN編集委員に渡していたという。N編集委員の方は、被害者の父母の会の情報を提供したり、統一教会を批判する記事の掲載を抑える、などの見返りをしていたという。
1992年 (平成4年) 春に静岡県警察が赤報隊事件の捜査の一環として、元編集長である副島に話を聞いたときの供述の報告書によると、上記の副島の部下と内容のかぶる証言をしていたという。また、N編集委員が統一教会から金をもらって記事を書いていた、という噂が広がっていると、統一教会ウォッチャーのフリージャーナリストから言われたという証言も残っており、情報の確度は高いと見られる。ただし、既にN編集委員は他界していたため、本人への事実確認はできなかった。そのため、どこまでが正確なのかは不明である。